# Hyacinthella pallasiana
Hyacinthella pallasiana är en sparrisväxtart som först beskrevs av Christian von Steven, och fick sitt nu gällande namn av A.S.Losina- Losinskaja. Hyacinthella pallasiana ingår i släktet Hyacinthella och familjen sparrisväxter. Inga underarter finns listade i Catalogue of Life.